# Costume (abito)

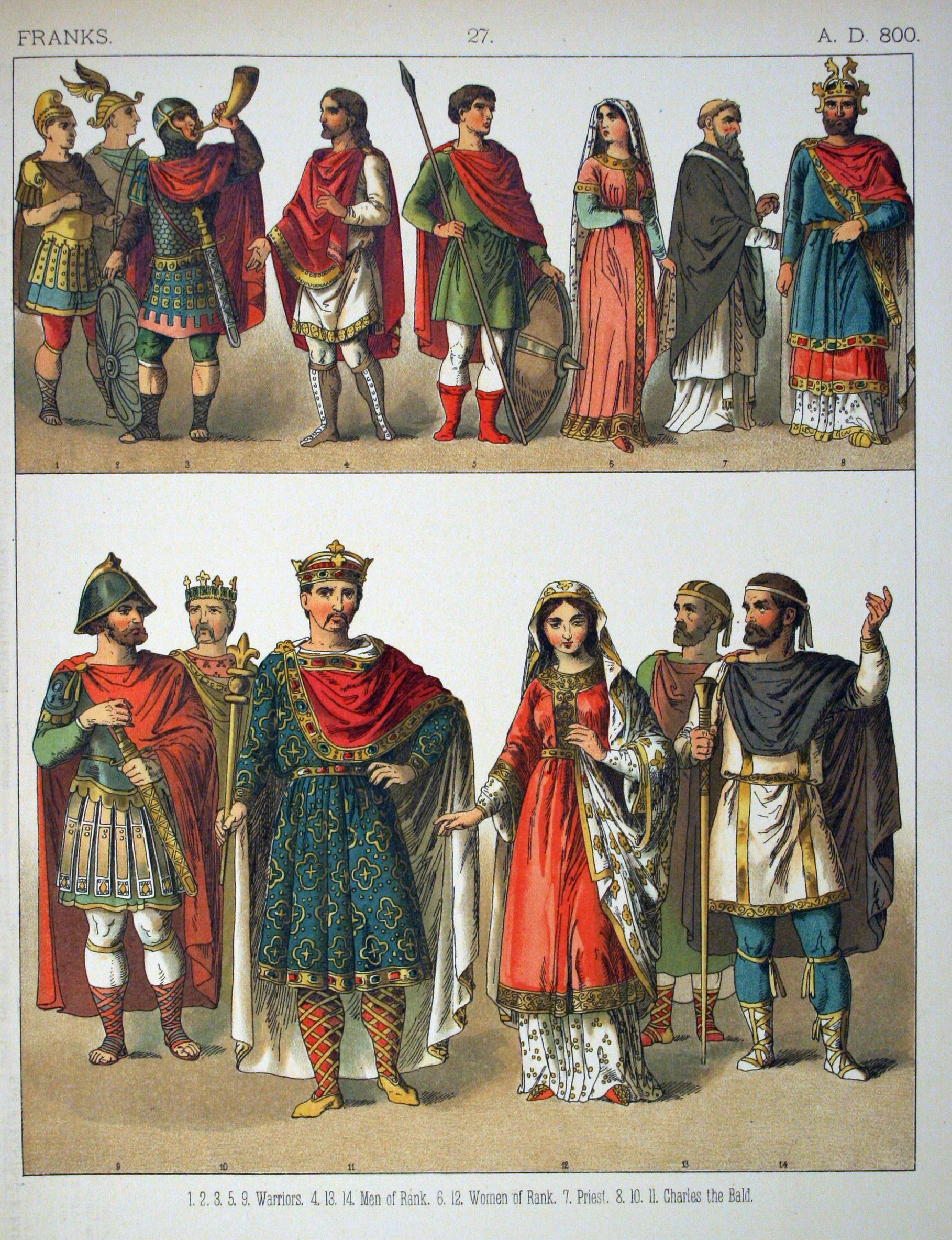
Costumes of All Nations - Franks A.D. 800 (1882). Esempi di una serie di costumi adatti agli individui specifici in una particolare epoca. In epoche successive, un costume autentico può essere rivisto o copiato per scopi teatrali.

Un costume è lo stile distintivo di vestire di un individuo o di un gruppo, che riflette la classe sociale, il genere, la professione, l'etnia, la nazionalità, l'attività o l'epoca.
Il termine è stato anche tradizionalmente utilizzato per descrivere il tipico appropriato abbigliamento per determinate attività, come ad esempio l'abbigliamento per montare a cavallo, il costume da bagno, l'abito per il ballo e l'abito da sera. Il costume adeguato e accettabile è soggetto ai cambiamenti della moda e alle norme culturali locali.
(da una Lettera di una donna di Londra, del 23 novembre 1899)
Questo termine generico è stato gradualmente sostituito dai termini "vestito" o "abbigliamento" e l'uso di "costume" è diventato più limitato all'abbigliamento del passato o destinato ad evocare un cambiamento di identità, come ad esempio i costumi teatrali, per Halloween o delle mascotte.
Prima dell'avvento dell'abbigliamento prêt-à-porter, i vestiti venivano confezionati a mano. Da quando esiste la vendita di capi pronti da indossare, la professione del sarto, per lo più gestita al femminile, è limitata a vestiti femminili particolarmente elaborati o all'intimo.

## Etimologia
Costume deriva dal termine omonimo italiano, ereditato dal francese, che significa moda o usanza.

## Costume nazionale
Il costume nazionale o regionale esprime l'identità del luogo e sottolinea le caratteristiche uniche di una cultura. Esso spesso è una fonte di orgoglio nazionale. Alcuni esempi comprendono il kilt scozzese e il kimono giapponese.

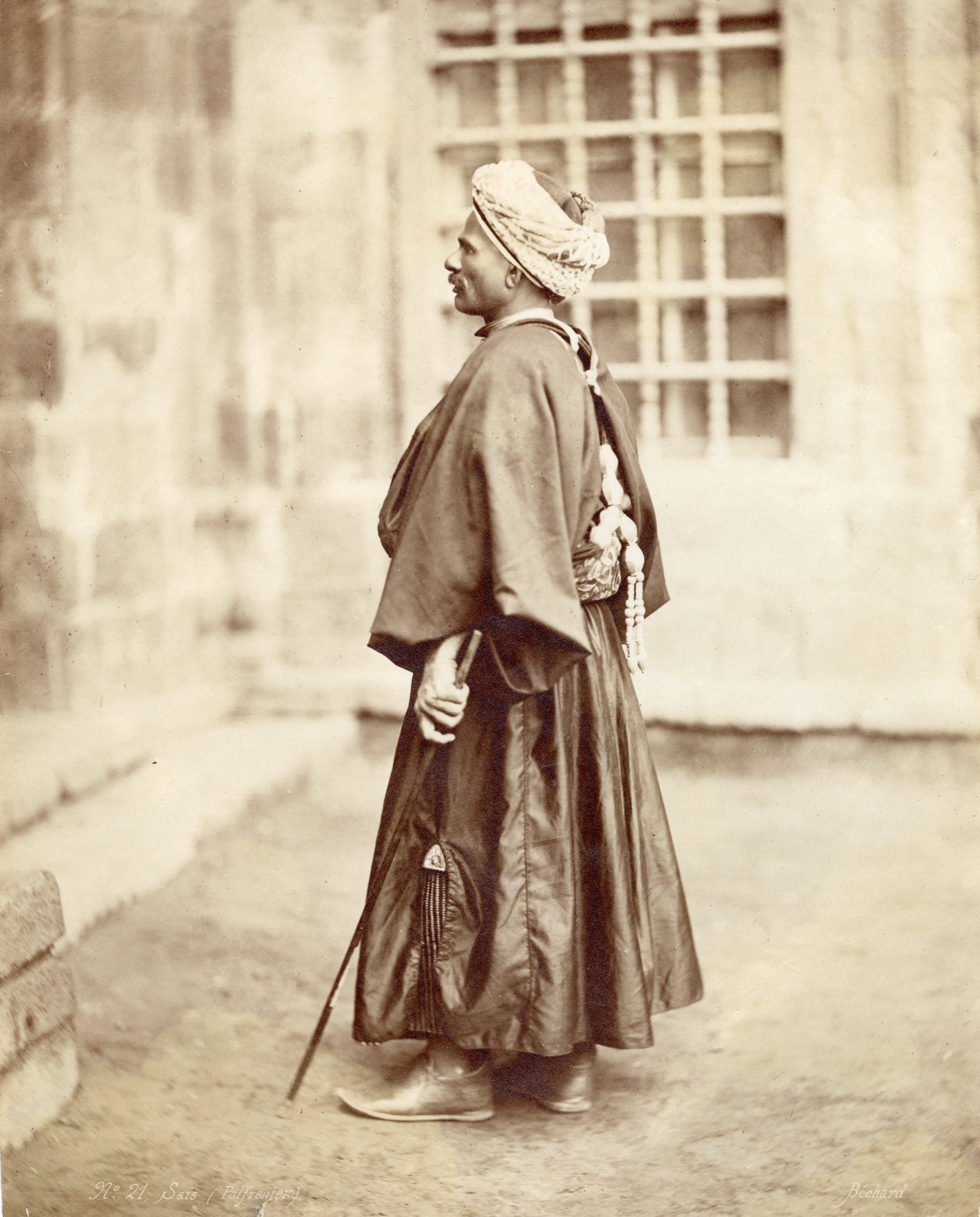
Palafreniere in abito tradizionale egiziano, 1870-1880.

In Bhutan vi sono degli abiti nazionali tradizionali, prescritti per gli uomini e le donne, tra cui quelli degli appartenenti alla monarchia. Questi costumi sono stati in voga per migliaia di anni e hanno sviluppato uno stile distintivo. L'abito indossato dagli uomini è conosciuto come Gho ed è un abito lungo fino al ginocchio e fissato in vita da una fascia chiamata Kera. La parte anteriore del vestito, a forma simile a un sacchetto, in tempi antichi era utilizzata per contenere cibo e un corto pugnale, ma ora viene utilizzata per tenere il cellulare, il denaro e la noce di betel chiamata Doma. L'abito indossato dalle donne è costituito da tre pezzi noti come Kira, Tego e Wonju. L'abito lungo che si estende fino alla caviglia è il Kira. La giacca è la Tego e viene indossata sulla Wonju, la camicia interna. Tuttavia, durante la visita ad un Dzong (monastero) gli uomini pongono sulle spalle una lunga sciarpa o stola, chiamata kabney, con colori appropriati al loro rango, mentre le donne indossano sciarpe o stole chiamate Rachus, realizzate in seta grezza ricamata, ma non vi sono indicazioni sul loro rango.

## Costumi teatrali

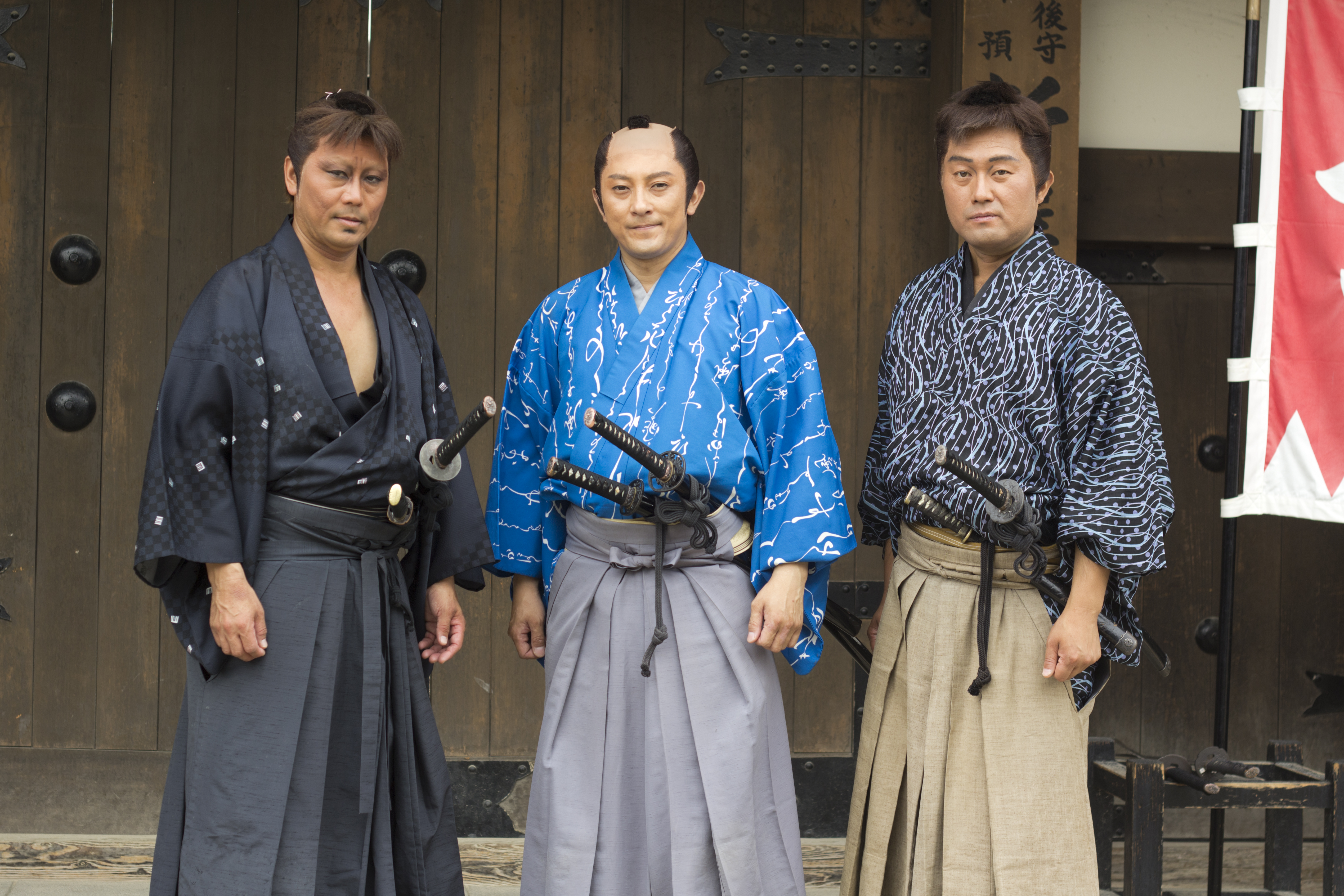
Attori in costume da samurai a Kyoto in un set cinematografico.

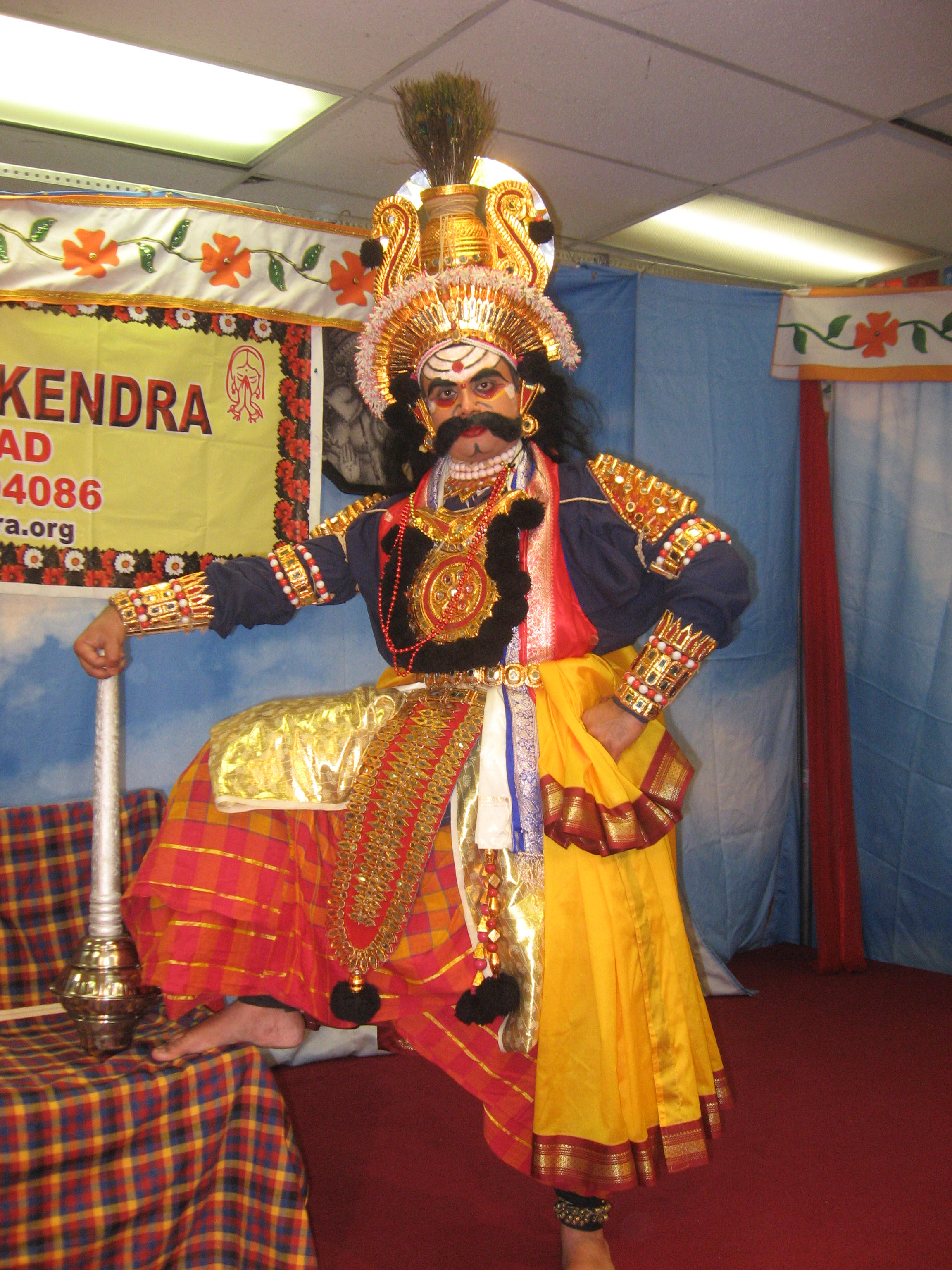
Un costume usato nell'yakshagana, una forma di arte teatrale indiana

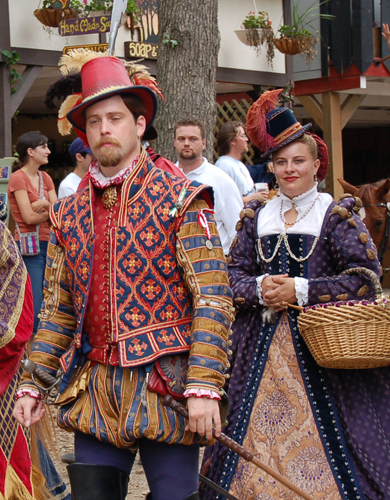
Costumi indossati nel 2006 alla Bristol Renaissance Faire.

Il termine costume, spesso si riferisce ad un particolare stile di abbigliamento indossato per ritrarre chi lo indossa come un personaggio di un evento sociale o teatrale, in un film o in televisione. In combinazione con altri aspetti della scenotecnica, i costumi teatrali possono aiutare gli attori ad interpretare i personaggi e il loro contesto, nonché comunicare le informazioni relative al periodo, collocazione geografica e storica e l'ora del giorno, stagione o tempo della rappresentazione. Alcuni costumi teatrali stilizzati, come ad esempio quelli di Arlecchino e Pantalone, della commedia dell'arte italiana, esagerano un aspetto di un personaggio.

## Feste religiose

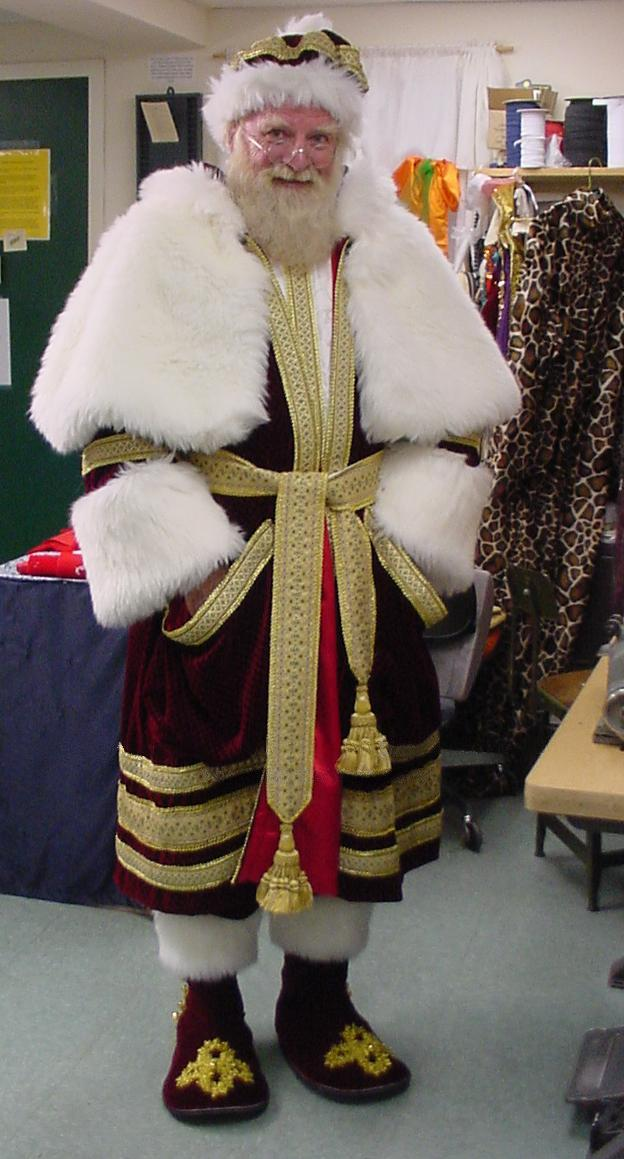
Costume tradizionale europeo di Babbo Natale

L'uso dei costumi è una parte importante delle feste religiose o pseudo religiose come il Mardi Gras (Carnevale) e Halloween (legato alla vigilia di Tutti i santi). I costumi del Mardi Gras del Quartiere francese di New Orleans, di solito prendono la forma del giullare e di altri personaggi di fantasia; i costumi di Halloween, tradizionalmente prendono la forma di creature soprannaturali come fantasmi, vampiri, icone della cultura popolare e angeli. In tempi moderni i costumi di Natale ritraggono personaggi come Babbo Natale (sviluppato da San Nicola). In Australia, nel Regno Unito e negli Stati Uniti d'America è popolare la versione americana del costume di Babbo Natale con una lunga barba bianca; nei Paesi Bassi è consueto il costume di Zwarte Piet. I costumi di Pasqua sono associati con i coniglietti o altri animali.
Nell'ebraismo, un'usanza comune è quella di indossare il Purim. Durante questa festa, gli ebrei celebrano il cambiamento del loro destino. Essi sono stati condannati ad essere vittime di un decreto del male e sono stati invece autorizzati dal re a distruggere i loro nemici. Una citazione dal Libro di Ester dice: "Al contrario", il motivo di indossare un costume è diventata consuetudine per questa festa.
Nelle feste religiose buddhiste in Tibet, Bhutan, Mongolia a Lhasa e nel Sikkim in India viene praticata la Cham dance, una danza popolare che utilizza maschere e costumi.

## Sfilate e processioni
Sfilate e processioni forniscono l'opportunità di vestire in costumi storici o di fantasia. Ad esempio, nel 1879 l'artista Hans Makart disegnò i costumi e le scenografie per celebrare l'anniversario del matrimonio dell'imperatore austro-ungarico e portò i cittadini di Vienna ad una sfilata in costume che divenne un appuntamento fisso fino alla metà del XX secolo. I costumi dello Zio Sam vengono indossati in occasione dell'Independence Day negli Stati Uniti. La danza del leone, che fa parte dei festeggiamenti del Capodanno cinese, viene eseguita in costume. Alcuni costumi, come quelli utilizzati nella danza del drago, hanno bisogno di gruppi di persone per creare l'effetto desiderato.

## Eventi sportivi e feste
Eventi sportivi pubblici come le gare di marcia o corsa non competitiva forniscono l'opportunità di vestirsi in costume, come avviene nei balli in maschera e nelle feste in costume.

### Pattinaggio artistico
Nel pattinaggio artistico gli atleti esprimono lo spirito della musica anche attraverso i costumi da loro indossati. L'importanza del costume è cresciuta dopo l'avvento della televisione. La pattinatrice Peggy Fleming è ricordata, oltre che per le sue prestazioni, per l'eleganza del costume chartreuse da lei indossato in occasione del suo successo olimpico del 1976. Un'altra statunitense, Linda Fratianne, è accreditata di aver svolto un ruolo fomdamentale nell'utilizzo di strass e altre decorazioni per i costumi. Consci dell'importanza dei loro costumi, in anni recenti i pattinatori hanno iniziato a chiederne la realizzazione a famosi stilisti. L’importanza dei costumi è stata riconosciuta anche dall’ISU, che ha dedicato al costume una delle categorie degli ISU Skating Awards. I costumi, che devono rispettare le regole stabilite dall’ISU, vengono realizzati da stilisti specializzati il cui compito è conciliare l’aspetto estetico con la praticità richiesta dalle competizioni. Un’eccezione alla necessità di praticità è stata fatta dal due volte campione olimpico Yuzuru Hanyu all'interno di show nei quali ha sfruttato il volume dei suoi costumi per farli diventare parte integrante delle performances.

### Mascotte

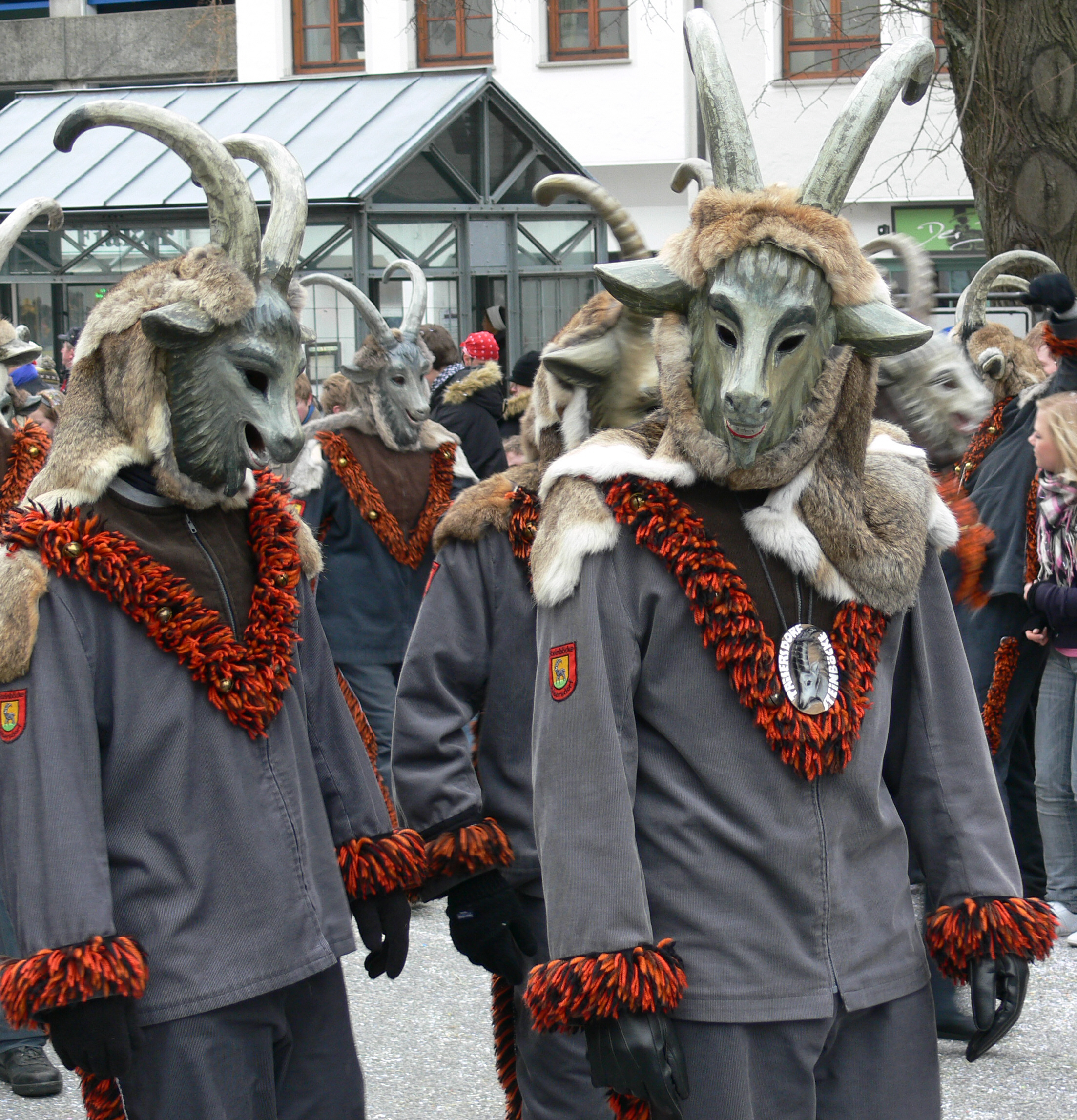
Costume di capra

I costumi sono comunemente impiegati in occasione di eventi sportivi, durante i quali i tifosi si vestono come mascotte della loro squadra per mostrare il loro sostegno. Le aziende utilizzano costumi della loro mascotte per attirare le persone nei loro negozi, sia mettendo le mascotte in strada che inviandole in eventi sportivi, sagre, feste nazionali, fiere e sfilate. Le mascotte vengono utilizzate dalle organizzazioni che vogliono far conoscere la loro attività. Gli autori di libri per bambini creano mascotte del personaggio principale per partecipare alla presentazione dei loro libri. Costumi di animali che sono molto simili alle mascotte, sono molto popolari tra i membri delle organizzazioni animaliste.

### Bambini
I costumi servono anche come un mezzo con il quale i bambini possono esplorare i giochi di ruolo. Ad esempio possono vestirsi come i personaggi della storia o della finzione, come pirati, principesse o cowboys. Essi possono anche vestire uniformi utilizzate in posti di lavoro comuni, come infermieri o agenti di polizia, o come animali di fattoria. Nel complesso, i ragazzi tendono a preferire i costumi che rafforzano le idee stereotipate di essere maschio, e le ragazze tendono a preferire i costumi che rafforzano le idee dell'essere femminile.

### Cosplay
Cosplay è un termine di origine giapponese che in inglese è l'abbreviazione di "costume play". Si tratta di un'arte performativa in cui i partecipanti indossano costumi e accessori per rappresentare un personaggio specifico o idea che di solito è sempre identificato con un nome univoco (in contrapposizione ad una parola generica). Essi spesso interagiscono per creare una sottocultura incentrata sul gioco di ruolo, tanto è vero che possono essere visti più spesso in gruppi di gioco o in una riunione o convenzione. Un numero significativo di questi costumi sono fatti in casa e unici e dipendono dalla natura, idea o dall'oggetto che chi indossa il costume sta tentando di imitare o rappresentare. I costumi stessi sono spesso artisticamente giudicati per quanto bene rappresentino il soggetto o l'oggetto che chi lo indossa sta tentando di emulare.

## Disegno
Il disegno di un costume è la previsione di un vestito e dell'aspetto generale di un personaggio o indossatore. Il costume può fare riferimento allo stile di un abito particolare, ad una nazione, a una classe sociale o ad un periodo. In molti casi esso può contribuire a rendere pienamente il mondo visivo artistico che è necessario per una particolare produzione teatrale o cinematografica. I modelli più elementari vengono prodotti per indicare lo stato, fornire protezione, modestia o interesse visivo ad un personaggio. I costumi possono essere per, ma non solo, il teatro, il cinema o gli spettacoli musicali. Il disegno di costumi non deve essere confuso con il coordinamento dei costumi, che si attua semplicemente alterando l'abbigliamento esistente, anche se entrambi i processi sono utilizzati per creare abiti di scena.

### Organizzazioni
La Costume Designers Guild è un'associazione internazionale che comprende operatori costumisti del cinema, televisione, disegnatori di costumi e illustratori, costituita da oltre 750 membri.

### Pubblicazioni
The Costume Designer è una rivista trimestrale dedicata all'industria del costume.

### Eminenti costumisti e premi
Fra i costumisti più famosi vi sono i vincitori del premio Oscar ai migliori costumi e Tony Award ai migliori costumi. Edith Head e Orry-Kelly, entrambe nate nel 1897, furono due delle più importanti disegnatrici di costumi di Hollywood.